# Сан-Мартін (Мета)
Сан-Мартін (ісп. San Martín) — місто й муніципалітет у колумбійському департаменті Мета.

## Культура
Щороку в листопаді в місті влаштовують етно-фестиваль ісп. Cuadrillas de San Martín. Це своєрідна кінна вистава, на якій влаштовують театралізовані битви - відтворюють події війни за незалежність від іспанських колонізаторів.